# Utricularia scandens
Utricularia scandens — вид рослин із родини пухирникових (Lentibulariaceae).

## Біоморфологічна характеристика
Вид, імовірно, однорічний, іноді, можливо, багаторічний, наземний. Ризоїди і столони капілярні, розгалужені. Пастки на ризоїдах, столонах і листках, на ніжках, кулясті, 0.5–1 мм. Листки мало чи багато, голі; пластина вузьколінійна, 5–10 × 0.4–1 мм, плівчаста, основа послаблена на ніжці, край цільний, верхівка від закругленої до гоструватої. Суцвіття прямовисні чи сплетені, 1.5–35 см, (1)3–8-квіткові, голі. Частка чашечки від яйцюватої до еліптичної, 2–3 мм у період цвітіння, до 5 мм при плодах; нижня частка менша чи трохи менша від верхньої. Віночок жовтий, 5–11 мм. Коробочка яйцювата, 2–2.5 мм. Насіння косо-зворотно-яйцювате, 0.2–0.3 мм.

## Поширення
Цей вид росте в Африці (Чад, ДР Конго, Кот-д'Івуар, Гана, Мадагаскар, Малі, Мозамбік, Нігерія, Танзанія, Уганда, Замбія), на півдні й південному сході Азії (Китай (Юньнань), Індія, Філіппіни, Таїланд), на півночі Австралії.
Зростає на мілководді на вологих ґрунтах у сезонно затоплених місцях проживання, на рисових полях та на вологих луках; по болотистих місцях звивається на інших Utricularia і злаках.